# Antonio Pagudo
Antonio Pérez Agudo (Baza, Granada; 23 d'agost de 1976) és un actor andalús, conegut per la seva interpretació de Javier Maroto a la sèrie La que se avecina, que s'emet a Telecinco des de 2007 en horari de màxima audiència.
La seva trajectòria professional és sobretot teatral, encara que també té experiència en televisió i fins i tot ha fet les seves incursions en el cel·luloide. En teatre, ha estat Yllana la companyia a la qual ha estat unit més de deu anys, formant part d'espectacles com 'Spingo' o 'Star Trip',amb els quals ha recorregut Espanya i altres tants països.
A més va treballar a Canal Sur durant dos anys a la sèrie 'Arrayán'. Més tard va fer diverses aparicions interpretant a Sergio “el del catastro” a 'Cuéntame cómo pasó' (TVE-1). A la pantalla gran ha participat en projectes independents, com ara 'Mi tío Paco', de Tacho González, o 'El Síndrome de Svenson', de Kepa Sojo.

## Filmografia

### Televisió
- La que se avecina (2007-2019) com Javier Maroto
- Cuéntame cómo pasó
- Odiosas
- Miradas 2 (sèrie documental)
- Arrayán

### Cinema
Llargmetratges
- 2010. Desechos com a Talín
- 2007. Salir pitando com a client
- 2006. GAL com a secretari d'Estat
- 2006. El síndrome de Svenson
- 2016. Villaviciosa de al lado

Curtmetratges
- 2010. Quién es Florinda Bolkan? com a Diego
- 2006. Mi tío Paco com a Paco

### Teatre
- 2011. El club de la comedia
- 2011. Brokers (Yllana)